# Satoshi Hirose
Satoshi Hirose (Ishikawa, 17 maart 1976) is een voormalig Japans wielrenner. 

## Belangrijkste overwinningen
2003
3e etappe Ronde van Hokkaido
Eindklassement Ronde van Hokkaido
2006
4e etappe in Herald Sun Tour
2007
7e etappe Ronde van Taiwan
2008
1e etappe Ronde van Kumano